# Garcia I van Kongo
Garcia I Mvemba a Nkanga was heerser (Mwene Kongo) van het Koninkrijk Kongo die regeerde van 27 april 1624 tot 7 maart 1626.

## Levensloop
Garcia I was de zoon van koning Pedro II. Hij was de tweede en laatste koning van het Huis Nsundi, dat door zijn vader in 1622 was opgericht. Toen Pedro II in 1624 stierf, volgde Garcia op een vreedzame manier de troon op.
Vóór zijn heerschappij had zijn vader een anti-Portugese alliantie met de West-Indische Compagnie van Nederland gesloten. Toen de Nederlanders in 1624 arriveerden om Luanda te veroveren, onderschepte António da Silva de delegatie van de vloot bij Soyo. In strijd met de wensen van het Huis Nsundi deed Silva alsof hij geen kennis had van het Nederlands-Kongo-plan en beweerde dat sinds de dood van Pedro II, alles wat Garcia I wilde, vrede tussen Kongo en Portugal was.

## Omverwerping
Binnen de adel van Kongo waren er echter mensen die niet wilden dat het Huis Nsundi aan de macht bleef. Op verzoek van de koninklijke dames aan het hof, marcheerde de hertog van Nsundi, Manuel Jordão, met een leger naar de hoofdstad São Salvador. Garcia werd gedwongen te vluchten naar Soyo met zijn vrouw en grootmoeder, en het Huis Kwilu herstelde de troon van Kongo.